# Monte de Torrero

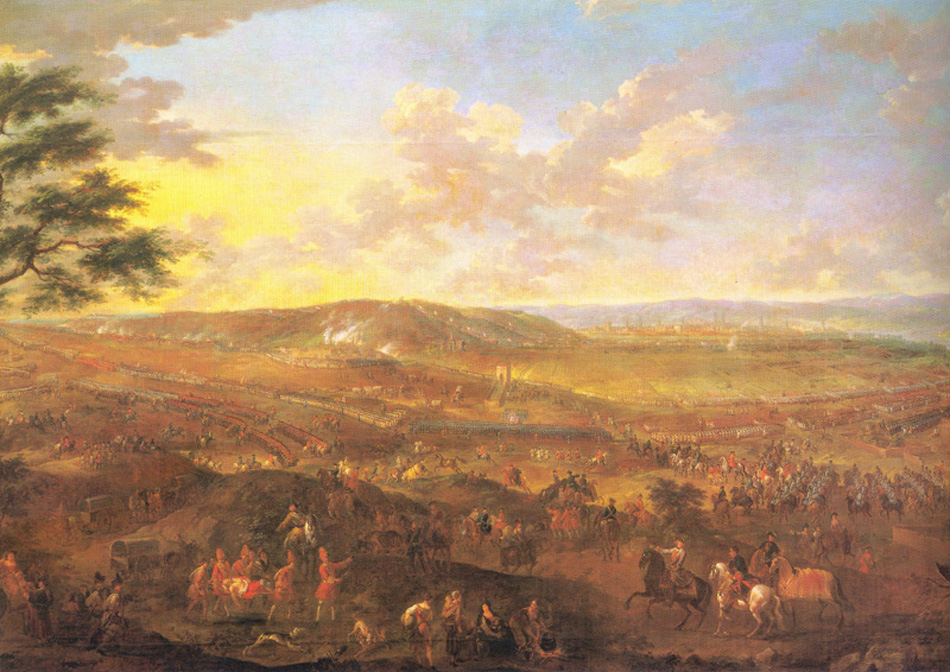
Schlacht bei Saragossa (1710) – Gemälde

Lage von Torrero-La Paz in Saragossa

Der Monte de Torrero liegt südlich der Stadt Saragossa in Spanien.
Er ist etwa 330 Hektar groß und wird teilweise von zwei Wasserläufen begrenzt: dem Fluss Huerva im Westen und dem Canal Imperial de Aragón im Westen und Norden.
Die Schlacht bei Saragossa (spanisch batalla de Zaragoza) am 20. August 1710 im Spanischen Erbfolgekrieg wird auf Spanisch auch Batalla del Monte Torrero genannt.
Der spanische Maler Francisco de Goya malte im Januar 1801 drei Altarbilder für die Kirche von Monte Torrero in Saragossa, die 1808 während der Belagerung der Stadt durch die Franzosen während des Unabhängigkeitskrieges gegen Napoleon zerstört wurden.